# گربه‌ماهی رودخانه‌ای
گربه‌ماهی رودخانه‌ای (نام علمی: Cephalocassis jatia) نام یک گونه از سرده دارچین‌سرها است.